# La Promesse du feu
Pour plus de détails, voir Fiche technique et Distribution.
La Promesse du feu est un téléfilm en deux parties français, réalisé par Christian Faure en 2015 et tiré du roman éponyme de Mikaël Ollivier, paru aux Éditions Albin Michel. L'écrivain en a réalisé l'adaptation avec Franck Thilliez. La mini-série a été diffusée pour la première fois, en Suisse, le 26 mars 2016 sur RTS Un, puis en Belgique le 15 avril 2016 sur La Une et, enfin, en France, les 15 et 22 mai 2017 sur France 2, deux ans après le tournage.

## Synopsis
Damien et Guillaume Le Guen sont frères et font presque le même travail : Damien est gendarme et Guillaume est policier. Damien est appelé pour un corps retrouvé calciné dans une voiture lors d'un incendie de forêt. Il s'agit du corps de Baptiste Legendre. Sa compagne, Tiffany Roche s'est réveillée au milieu des flammes. Photographe, elle a saisi des clichés des arbres en feu. Elle ne doit la vie qu'à Târiq Amraoui, pilote de Canadair qui l'a repérée au milieu du feu. Tiffany ignore ce qu'elle faisait là et craint avoir elle-même mis le feu. Peu de temps après, Guillaume est chargé d'une enquête sur la mort d'un homme retrouvé noyé. Les deux affaires semblent liées et les deux frères doivent collaborer.

## Fiche technique[1]
- Réalisation : Christian Faure
- Scénario : Mikaël Ollivier et Franck Thilliez d'après La Promesse du feu de Mikaël Ollivier (Éditions Albin Michel)
- Musique : Armand Amar et Anne-Sophie Versnaeyen
- Directeur de la Photographie : Jean-Pierre Hervé
- Monteur : Jean-Daniel Fernandez-Qundez
- Repérages: Sébastien Giraud
- Sociétés de production : Eloa Prod, avec la participation de France Télévisions, avec le soutien de la Région Languedoc-Roussillon et en partenariat avec le CNC
- Producteurs : France Zobda et Jean-Lou Monthieux
- Pays d'origine :  France
- Langue d'origine : français
- Durée : 2 x 90 minutes
- Genre : policier
- Dates de diffusion :
  -  Suisse : 26 mars 2016 sur RTS Un[2]
  -  Belgique : 15 avril 2016 sur La Une[3]
  -  France : 15 et 22 mai 2017 sur France 2

## Distribution[1]
- Nicolas Gob : Damien Le Guen
- Thomas Jouannet : Guillaume Le Guen
- Flore Bonaventura : Tiffany Roche
- Éva Darlan : Nancy Le Guen
- Salim Kechiouche : Târiq Amraoui
- Hélène Pequin : Mary
- Michel Cordes : André
- Nadège Beausson-Diagne : Anne-Laure Martial
- Rabah Loucif : Chafik Amraoui
- Guillaume Costanza : Tanguy Butel
- Dorothée Caby : Muriel Goby
- Dominique Ratonnat : Alain Roche
- Charly Breton : Xavier Barreau
- Frédérique Dufour : Aline Blanc
- Mama Prassinos : Dr Bonnard
- Claire-Aurore Bartolo : Émilie Le Guen
- Fred Tournaire : Jean-Jacques Gamblin
- Daniel Trubert : Fabrice Lecouvreur
- Xavier Pace : Baptsite Legendre
- Matthieu Penchinat : Luc Dubessel
- Delphine Roy : La légiste de la gendarmerie
- David Marchal : Marc Blanc
- Olivier Clastre : Jérémy Doucheux
- Jean-François Malet : Martin Lapouge
- Gilles Saint-Louis : Thibaut
- Philippe Van den Bergh : Jean-Marc Cuzan
- Jean-Claude Dumas : Commandant Lambert
- Marie-Laure Mouac : Delphine
- Olivier Cabassut : Chef police
- Fabienne Bargelli : Élisabeth
- Pablo Facundo Melillo : Roberto Meseguer
- Guillaume De Montlivault : Journaliste TV
- Didier Chaix : Roger Bertrand
- Éric Colonge : Jeune flic
- Marc Baylet-Delperier : Autorité port
- Bertrand Mayet : Marin à la retraite
- Jean-Claude Baudracco : Journaliste régional
- Pierre Cognon : Commandant de gendarmerie
- Julie Mejean-Perbost : Naomie Léger
- Victor Assié : Dimitri
- Alexandre Cafarelli : Thomas
- Maëlle Mietton : Infirmière
- Valentin Philémon Piatko : avocat de Târiq Amraoui et Chafik Amraoui

## Tournage
Le tournage s'est déroulé dans l'Hérault du 16 avril au 30 juin 2015, notamment à Montpellier et dans les ruines du château d'Aumelas.
Les scènes de feu de forêt et de la maison sont réelles. Le tournage s'est déroulé lors d'un entraînement des pilotes de Canadair, qui incendient volontairement une partie de forêt pour cela. Quant à la maison, elle devait être détruite.

## Réception critique
Télérama juge très sévèrement ce « thriller grand public » : « rien n'accroche : ni les personnages, esquissés à gros traits, ni le scénario, qui se contente d'accumuler les rebondissements poussifs dans l'espoir de créer du suspense. Bref, pas de quoi enflammer le spectateur. » Le Monde parle plutôt d'« une intrigue qui se tient, sans ces invraisemblances dans lesquelles se perdent pas mal de fictions policières. Une intrigue qui se déroule sans artifices et avec une certaine tranquillité. », même si la journaliste estime que ce polar « nous embarque durant la durée de sa diffusion, puis s'oublie presque aussi vite. En grande partie parce que les personnages demeurent à la surface du profil qui leur a été attribué. »

## Audiences
Le 1er épisode a été suivi, en France, lors de sa diffusion le 15 mai 2017 par 2 939 000 téléspectateurs, soit 12,2 % de part d'audience. Une semaine plus tard, le 2e épisode a été regardé par 2 813 000 téléspectateurs, soit 11,9 % de part d'audience.

## Autour du téléfilm
- Franck Thilliez et Mikaël Ollivier, les deux scénaristes, avaient déjà collaboré pour le téléfilm Insoupçonnable de Benoît d'Aubert, diffusé en 2011 sur France 2. De même, le réalisateur Christian Faure avait déjà adapté à l'écran un roman de Mikaël Ollivier : Paradis amers, diffusé en 2014 également sur France 2 [8].
- La série a connu une suite intitulée La Promesse de l'eau.